# Bolbitis
Bolbitis är ett släkte av träjonväxter. Bolbitis ingår i familjen Dryopteridaceae.

## Bildgalleri

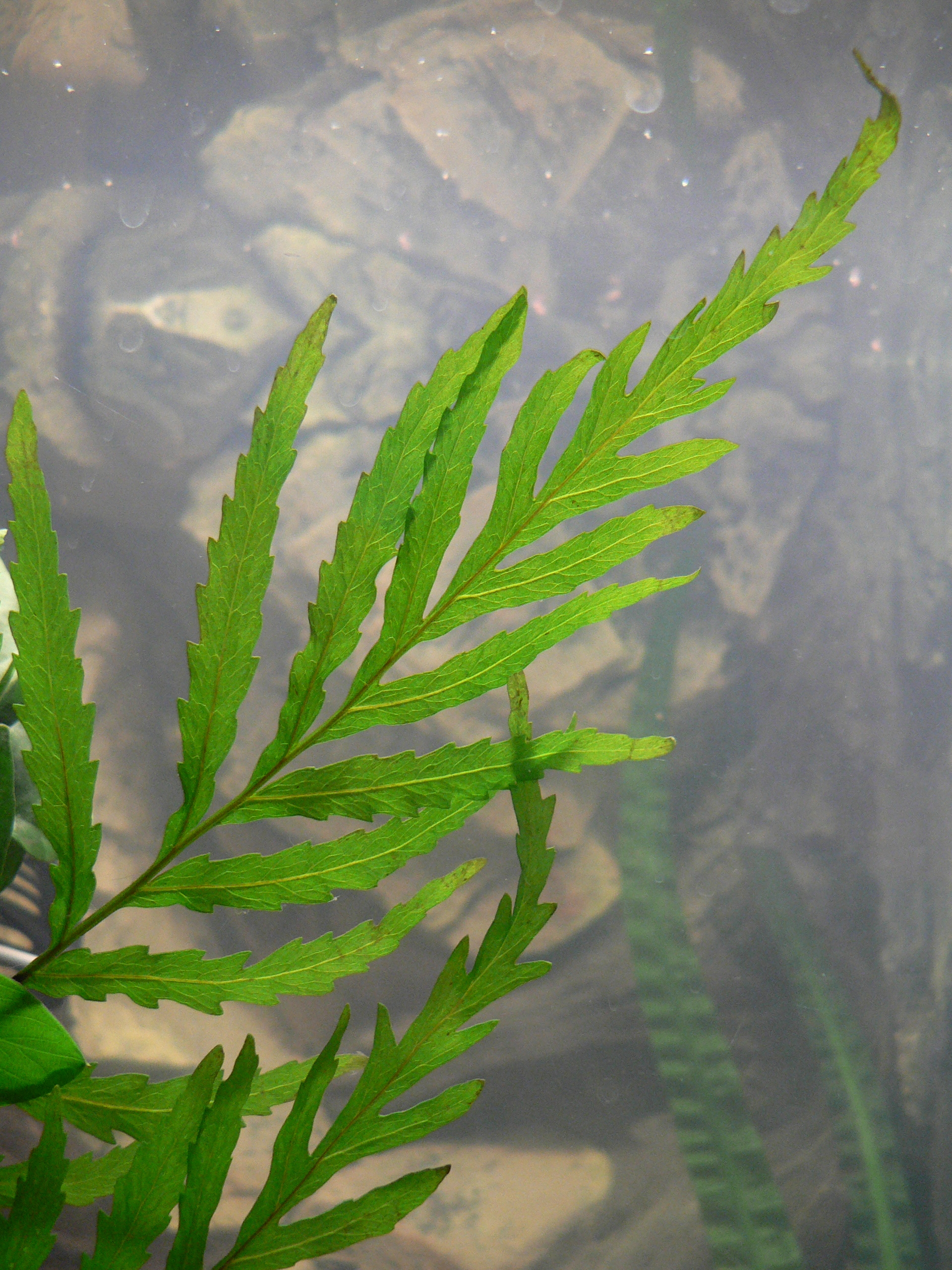

## Dottertaxa tillBolbitis, i alfabetisk ordning[1]
- Bolbitis acrostichoides
- Bolbitis aliena
- Bolbitis angustipinna
- Bolbitis appendiculata
- Bolbitis arguta
- Bolbitis asplenifolia
- Bolbitis auriculata
- Bolbitis bipinnatifida
- Bolbitis boivinii
- Bolbitis cadieri
- Bolbitis changjiangensis
- Bolbitis christensenii
- Bolbitis confertifolia
- Bolbitis copelandii
- Bolbitis costata
- Bolbitis costulata
- Bolbitis crispatula
- Bolbitis curupirae
- Bolbitis deltigera
- Bolbitis fengiana
- Bolbitis fluviatilis
- Bolbitis gaboonensis
- Bolbitis gemmifera
- Bolbitis hastata
- Bolbitis hekouensis
- Bolbitis heteroclita
- Bolbitis heudelotii
- Bolbitis humblotii
- Bolbitis interlineata
- Bolbitis lancea
- Bolbitis lanceolata
- Bolbitis laxireticulata
- Bolbitis lonchophora
- Bolbitis longiflagellata
- Bolbitis major
- Bolbitis moranii
- Bolbitis multipinna
- Bolbitis nanjenensis
- Bolbitis nodiflora
- Bolbitis novoguineensis
- Bolbitis pandurifolia
- Bolbitis portoricensis
- Bolbitis presliana
- Bolbitis prolifera
- Bolbitis quoyana
- Bolbitis rawsonii
- Bolbitis repanda
- Bolbitis rhizophylla
- Bolbitis riparia
- Bolbitis rivularis
- Bolbitis salicina
- Bolbitis scalpturata
- Bolbitis scandens
- Bolbitis semicordata
- Bolbitis semipinnatifida
- Bolbitis serrata
- Bolbitis serratifolia
- Bolbitis simplex
- Bolbitis sinensis
- Bolbitis singaporensis
- Bolbitis sinuata
- Bolbitis sinuosa
- Bolbitis subcordata
- Bolbitis subcrenata
- Bolbitis subcrenatoides
- Bolbitis taylorii
- Bolbitis tibetica
- Bolbitis tonkinensis
- Bolbitis umbrosa
- Bolbitis vanuaensis
- Bolbitis virens